# 237년

## 연호
- 위(魏) 청룡(靑龍) 5년 / 경초(景初) 원년
- 촉(蜀) 건흥(建興) 15년
- 오(吳) 가화(嘉禾) 6년

## 기년
- 위(魏) 명제(明帝) 11년
- 촉(蜀) 후주(後主) 15년
- 오(吳) 대제(大帝) 16년
- 신라(新羅) 조분 이사금(助賁泥師今) 8년
- 고구려(高句麗) 동천왕(東川王) 11년
- 백제(百濟) 고이왕(古爾王) 4년

## 사건
- 음력 8월, 신라, 메뚜기가 곡식을 해쳤다.

## 참고 문헌
- 김부식 (1145). 〈권02 조분 이사금 條〉. 《삼국사기》.